# Liste des communes de France les moins peuplées
Cet article recense les communes de France les moins peuplées, c'est-à-dire celles comptant 10 habitants ou moins.

## Communes de moins de11 habitantsen 2024
Le tableau ci-dessous recense les communes comptant 10 habitants ou moins en 2024.
Les six communes ne comportant aucun habitant sont les villages français détruits durant la Première Guerre mondiale et qui, considérés « morts pour la France », n'ont pas été reconstruits.
| Nom                      | Code Insee | Région                     | Département             | Superficie (km2) | Population (dernière pop. légale) | Densité (hab./km2) | Modifier                                    |
| ------------------------ | ---------- | -------------------------- | ----------------------- | ---------------- | --------------------------------- | ------------------ | ------------------------------------------- |
| Beaumont-en-Verdunois    | 55039      | Grand Est                  | Meuse                   | 7,87             | 0 (2022)                          | 0,00               | modifier les données · modifier les données |
| Bezonvaux                | 55050      | Grand Est                  | Meuse                   | 9,23             | 0 (2022)                          | 0,00               | modifier les données · modifier les données |
| Cumières-le-Mort-Homme   | 55139      | Grand Est                  | Meuse                   | 6,11             | 0 (2022)                          | 0,00               | modifier les données · modifier les données |
| Fleury-devant-Douaumont  | 55189      | Grand Est                  | Meuse                   | 10,27            | 0 (2022)                          | 0,00               | modifier les données · modifier les données |
| Haumont-près-Samogneux   | 55239      | Grand Est                  | Meuse                   | 10,81            | 0 (2022)                          | 0,00               | modifier les données · modifier les données |
| Louvemont-Côte-du-Poivre | 55307      | Grand Est                  | Meuse                   | 8,25             | 0 (2022)                          | 0,00               | modifier les données · modifier les données |
| Rochefourchat            | 26274      | Auvergne-Rhône-Alpes       | Drôme                   | 12,74            | 2 (2022)                          | 0,16               | modifier les données · modifier les données |
| La Bâtie-des-Fonds       | 26030      | Auvergne-Rhône-Alpes       | Drôme                   | 12,12            | 4 (2022)                          | 0,33               | modifier les données · modifier les données |
| Leménil-Mitry            | 54310      | Grand Est                  | Meurthe-et-Moselle      | 3,43             | 2 (2022)                          | 0,58               | modifier les données · modifier les données |
| Rouvroy-Ripont           | 51470      | Grand Est                  | Marne                   | 11,77            | 3 (2022)                          | 0,25               | modifier les données · modifier les données |
| Caubous                  | 31127      | Occitanie                  | Haute-Garonne           | 3,78             | 3 (2022)                          | 0,79               | modifier les données · modifier les données |
| Fontanès-de-Sault        | 11147      | Occitanie                  | Aude                    | 5,29             | 5 (2022)                          | 0,95               | modifier les données · modifier les données |
| Majastres                | 04107      | Provence-Alpes-Côte d'Azur | Alpes-de-Haute-Provence | 29,85            | 5 (2022)                          | 0,17               | modifier les données · modifier les données |
| Pommerol                 | 26245      | Auvergne-Rhône-Alpes       | Drôme                   | 9,83             | 7 (2022)                          | 0,71               | modifier les données · modifier les données |
| Charmes-en-l'Angle       | 52109      | Grand Est                  | Haute-Marne             | 7,36             | 6 (2022)                          | 0,82               | modifier les données · modifier les données |
| Épécamps                 | 80270      | Hauts-de-France            | Somme                   | 1,60             | 7 (2022)                          | 4,4                | modifier les données · modifier les données |
| Maroncourt               | 88288      | Grand Est                  | Vosges                  | 2,24             | 5 (2022)                          | 2,2                | modifier les données · modifier les données |
| Mérona                   | 39324      | Bourgogne-Franche-Comté    | Jura                    | 2,97             | 8 (2022)                          | 2,7                | modifier les données · modifier les données |
| Molring                  | 57470      | Grand Est                  | Moselle                 | 3,26             | 9 (2022)                          | 2,8                | modifier les données · modifier les données |
| Ornes                    | 55394      | Grand Est                  | Meuse                   | 18,52            | 8 (2022)                          | 0,43               | modifier les données · modifier les données |
| La Haute-Beaume          | 05066      | Provence-Alpes-Côte d'Azur | Hautes-Alpes            | 7,13             | 7 (2022)                          | 0,98               | modifier les données · modifier les données |
| Senconac                 | 09287      | Occitanie                  | Ariège                  | 4,67             | 6 (2022)                          | 1,3                | modifier les données · modifier les données |
| Trébons-de-Luchon        | 31559      | Occitanie                  | Haute-Garonne           | 0,83             | 8 (2022)                          | 9,6                | modifier les données · modifier les données |
| Aulan                    | 26018      | Auvergne-Rhône-Alpes       | Drôme                   | 10,55            | 8 (2022)                          | 0,76               | modifier les données · modifier les données |
| Méréaucourt              | 80528      | Hauts-de-France            | Somme                   | 3,04             | 9 (2022)                          | 3,0                | modifier les données · modifier les données |
| Vérignon                 | 83147      | Provence-Alpes-Côte d'Azur | Var                     | 36,90            | 8 (2022)                          | 0,22               | modifier les données · modifier les données |
| Aingoulaincourt          | 52004      | Grand Est                  | Haute-Marne             | 5,10             | 11 (2022)                         | 2,2                | modifier les données · modifier les données |
| Bourg-d'Oueil            | 31081      | Occitanie                  | Haute-Garonne           | 9,52             | 13 (2022)                         | 1,4                | modifier les données · modifier les données |
| Caunette-sur-Lauquet     | 11082      | Occitanie                  | Aude                    | 4,97             | 11 (2022)                         | 2,2                | modifier les données · modifier les données |
| Châteauvieux-les-Fossés  | 25130      | Bourgogne-Franche-Comté    | Doubs                   | 4,46             | 9 (2022)                          | 2,0                | modifier les données · modifier les données |
| Saint-Martin-lès-Seyne   | 04191      | Provence-Alpes-Côte d'Azur | Alpes-de-Haute-Provence | 12,27            | 9 (2022)                          | 0,73               | modifier les données · modifier les données |
| Turquestein-Blancrupt    | 57682      | Grand Est                  | Moselle                 | 30,04            | 11 (2022)                         | 0,37               | modifier les données · modifier les données |

## Communes ayant compté moins de11 habitantsavant 2023
- Baren, Haute-Garonne : 10 habitants ou moins entre 1968 et 2013, et seulement 5 habitants en 2008 (13 en 2015).
- Érone, Haute-Corse : 10 habitants ou moins entre 1990 et 2013, et seulement 6 habitants entre 2006 et 2008 (11 en 2017).
- La Fajolle, Aude : 10 habitants en 1999 et 2013 (11 en 2017).
- Les Goulles, Côte-d'Or : 10 habitants en 2018, 9 en 2019 (12 en 2020).
- Nauvay, Sarthe : moins de 10 habitants de 2018 à 2019 (11 en 2020).
- Ourdon, Hautes-Pyrénées : 5 en 2016, 9 en 2018 et 11 en 2019.
- Oulles, Isère : 10 habitants ou moins entre 2014 et 2020 (13 en 2021).
- They-sous-Vaudemont, Meurthe-et-Moselle : 10 en 2015 (14 en 2017).
- Vérignon, Var : 10 en 2015 (14 en 2017).
- Urtière, Doubs : 9 habitants en 1990, 6 en 1999, 8 entre 2006 et 2015 (11 en 2017).